# Gigagram
Gigagram är en SI-enhet som motsvarar 109 gram, alltså en miljard gram. SI-symbolen för gigagram är Gg.
Namnet kommer från SI-prefixet giga, som är lika med en miljard.
Ett gigagram  är detsamma som 1 000 (metriska) ton, 1 kiloton, och enheten används bland annat
vid kvantifiering av växthusgaser, vid sidan av kiloton.